# العلاقات الأوغندية النيكاراغوية
العلاقات الأوغندية النيكاراغوية هي العلاقات الثنائية التي تجمع بين أوغندا ونيكاراغوا.

## مقارنة بين البلدين
هذه مقارنة عامة ومرجعية للدولتين:
| وجه المقارنة                                              | أوغندا                        | نيكاراغوا        |
| --------------------------------------------------------- | ----------------------------- | ---------------- |
| المساحة (كم2)                                             | 241.04 ألف                    | 130.38 ألف       |
| عدد السكان (نسمة)                                         | 42.86 مليون                   | 6.22 مليون       |
| الكثافة السكانية (ن./كم²)                                 | 177.81                        | 47.71            |
| العاصمة                                                   | كامبالا                       | ماناغوا          |
| اللغة الرسمية                                             | لغة إنجليزية، اللغة السواحلية | اللغة الإسبانية  |
| العملة                                                    | شيلينغ أوغندي                 | كوردبا نيكاراغوا |
| الناتج المحلي الإجمالي (بليون دولار)                      | 25.89 مليار                   | 13.81 مليار      |
| الناتج المحلي الإجمالي (تعادل القوة الشرائية) بليون دولار | 72.25 مليار                   | 31.63 مليار      |
| الناتج المحلي الإجمالي الاسمي للفرد دولار أمريكي          | 705                           | 2.09 ألف         |
| الناتج المحلي الإجمالي للفرد دولار أمريكي                 | 1.77 ألف                      | 4.92 ألف         |
| مؤشر التنمية البشرية                                      | 0.483                         | 0.631            |
| رمز المكالمات الدولي                                      | +256                          | +505             |
| رمز الإنترنت                                              | .ug                           | .ni              |
| المنطقة الزمنية                                           | ت ع م+03:00                   | 00               |

## منظمات دولية مشتركة
يشترك البلدان في عضوية مجموعة من المنظمات الدولية، منها:
| علم المنظمة | اسم المنظمة                               | تاريخ انضمام أوغندا | تاريخ انضمام نيكاراغوا |
| ----------- | ----------------------------------------- | ------------------- | ---------------------- |
|             | مؤسسة التنمية الدولية                     | 27 سبتمبر 1963      | 30 ديسمبر 1960         |
|             | يونسكو                                    | 9 نوفمبر 1962       | 22 فبراير 1952         |
|             | وكالة ضمان الاستثمار متعدد الأطراف        | 10 يونيو 1992       | 12 يونيو 1992          |
|             | الأمم المتحدة                             | 25 أكتوبر 1962      | 24 أكتوبر 1945         |
|             | الاتحاد البريدي العالمي                   | ?                   | ?                      |
|             | البنك الدولي للإنشاء والتعمير             | 27 سبتمبر 1963      | 14 مارس 1946           |
|             | الاتحاد الدولي للاتصالات                  | 8 مارس 1963         | 12 مايو 1926           |
|             | منظمة حظر الأسلحة الكيميائية              | ?                   | ?                      |
|             | مؤسسة التمويل الدولية                     | 27 سبتمبر 1963      | 20 يوليو 1956          |
|             | المركز الدولي لتسوية المنازعات الاستشارية | 14 أكتوبر 1966      | 19 أبريل 1995          |
|             | منظمة التجارة العالمية                    | ?                   | ?                      |
|             | منظمة الشرطة الجنائية الدولية             | ?                   | ?                      |

## وصلات خارجية
- موقع وزارة الخارجية الأوغندية
- موقع وزارة الخارجية النيكاراغوية